# Geographie von Thailand
Die Geographie Thailands ist die Beschreibung der physischen Beschaffenheit des Staatsgebietes Thailands sowie die hierdurch bedingte Wechselwirkung zwischen diesem Lebensraum und seinen Bewohnern. 
Thailand liegt in der Mitte des Festlandes von Südostasien und erstreckt sich von den südöstlichen Ausläufern des Himalaja-Gebirges bis an den Mekong, weiter südlich zum Golf von Thailand und bis etwa zur Mitte der Malaiischen Halbinsel sowie an die Andamanensee des Indischen Ozeans.

## Daten und Fakten
- Fläche: 514.000 km²
- Landfläche: 511.770 km²
- Wasserfläche: 2230 km²
- Grenzen (insgesamt): 4863 km

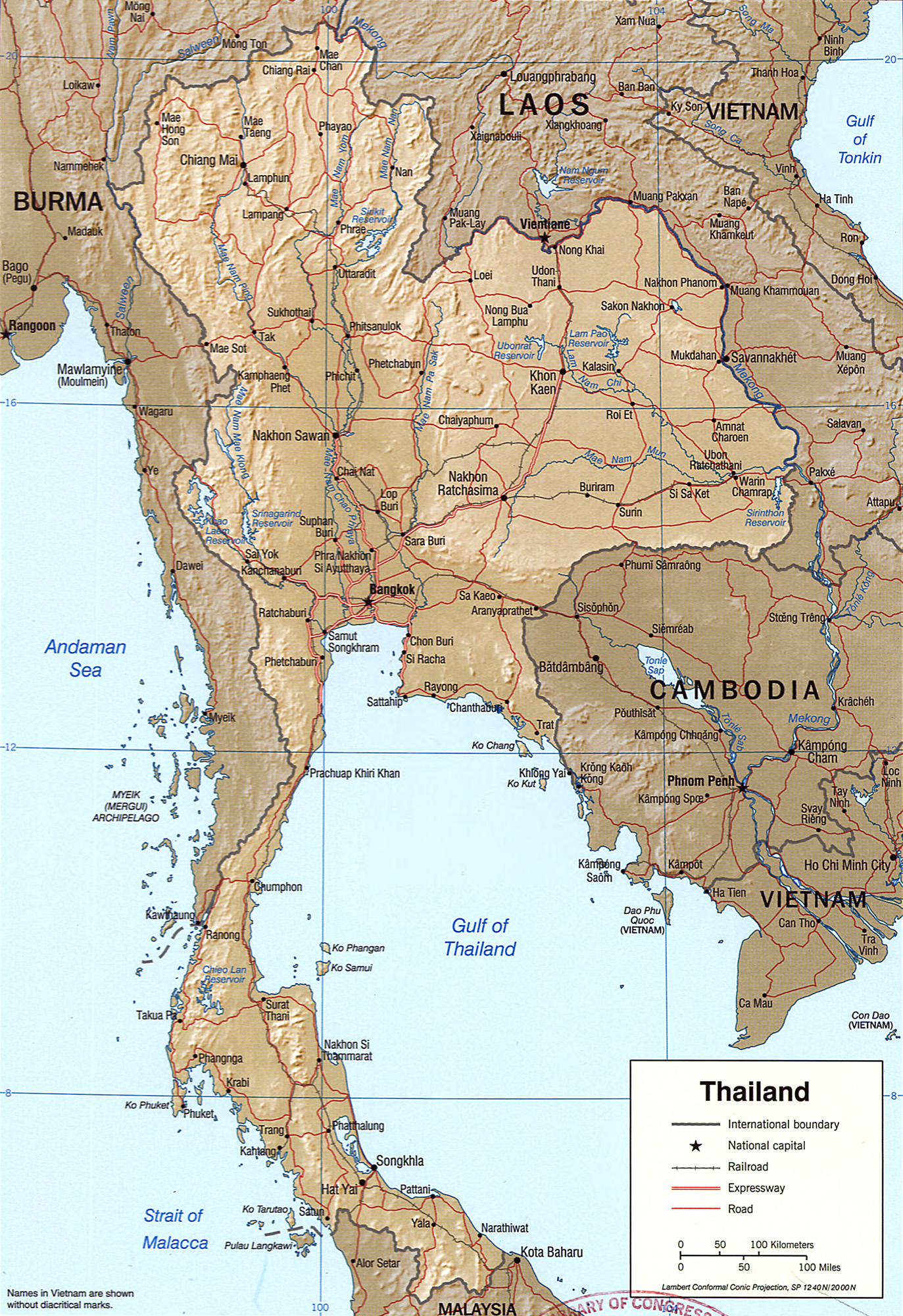
Topographie von Thailand

- Grenzen nach Land (Länge): Myanmar 1800 km, Kambodscha 803 km, Laos 1754 km, Malaysia 506 km
- Küstenlinie: 3219 km
- Territorialer Anspruch auf See:
- Kontinentalschelf: die Wasserfläche bis zu 200 m Tiefe
- Ausschließliche Wirtschaftszone: 200 nautische Meilen (370 km)
- Territoriale See: 12 nautische Meilen (22 km)
- Höchste Erhebung: 2565 Meter

Die Achsenlage Thailands zwischen Ostasien und Malaysia und Singapur bestimmte über lange Zeit die thailändische Gesellschaft und Kultur. Hier führte die einzige begehbare Landverbindung zwischen China und Indien durch. Aber auch die Seeverbindung zwischen den beiden wichtigen Nationen Asiens führte über Siam, da hier etwa die Hälfte der Strecke absolviert wird.
Die geographischen Koordinaten liegen um 15° N, 100° O.

## Grenzen
Thailand grenzt an Myanmar (ehemals Burma), Malaysia, Laos und Kambodscha. Es liegt innerhalb des Einflussbereichs sowohl von China und von Vietnam, die bis an 100 km an Thailand heranreichen. Viele Grenzlinien Thailands folgen natürlichen topographischen Gegebenheiten, wie z. B. dem Lauf des Mekong. Die meisten Grenzlinien wurden Ende des 19. Jahrhunderts und zu Anfang des 20. Jahrhunderts festgelegt und stabilisiert, wobei die zugrundeliegenden Verträge durch Druck sowohl von Frankreich als auch von Großbritannien zustande gekommen sind. In einzelnen Gegenden, wie an der Ostgrenze zu Laos und zu Kambodscha, ist der Grenzverlauf noch umstritten.
Das bekannteste Problem dabei ist die Grenze beim Tempel Preah Vihear, dessen Lösung bis zum Internationalen Gerichtshof ging, der 1962 zugunsten Kambodschas entschieden hat.

## Topographie und Entwässerung
Die am meisten ins Auge fallenden Eigenschaften der Bodenbeschaffenheit von Thailand sind die Gebirge im Norden, die Zentralebene des Chao Phraya und eine Hochebene. 
Berge finden sich hauptsächlich in Nordthailand und ziehen sich entlang der Grenze zu Birma in den Süden der Malaiischen Halbinsel. Die Zentralebene ist eine Tiefebene, die vom Mae Nam Chao Phraya und seinen Zuflüssen in die Bucht von Bangkok (Golf von Thailand) entwässert wird. Dieses Flusssystem stellt auch das Hauptgewässer von Thailand dar, es entwässert etwa 30 % der gesamten Landfläche. Die Hochebene wird vom Khorat-Plateau gebildet, das in der Nordostregion Thailands (Isan) liegt. Hier finden sich eine Hügellandschaft mit flachen Seen und Zuflüssen zum Mekong, der auch den östlichen Grenzfluss der Region bildet. Der Mekong mündet in Vietnam in das Südchinesische Meer.
Der Chao Phraya und der Mekong bilden das Rückgrat der thailändischen Reiswirtschaft und des Transports auf Binnengewässern. Entlang der Küstenlinie finden sich eine Menge interessanter und einzigartiger Sehenswürdigkeiten, wie Kalkfelsen, Kegelberge, ausgedehnte Höhlensysteme, Mangrovenwälder, Salzseen und Brackwassergebiete.
- Höhenunterschiede:
  - Tiefster Punkt: 0 m
  - Höchster Punkt: 2576 m

Zu den einzelnen Regionen des Landes, siehe
- Nordthailand
- Isan (Nordostthailand)
- Zentralthailand
- Ostthailand (siehe: Zentralthailand)
- Südthailand

## Klima
Thailand hat ein tropisch-monsunales Klima. Der typische Temperaturbereich liegt bei einem Jahresdurchschnitt zwischen 28 °C und 19 °C. Der Südwest-Monsun kommt zwischen Mai/Juli und kündigt die Regenzeit (ruedu fon) an. Die Regenzeit endet etwa im Oktober bis Anfang Dezember. Anschließend folgt die trockene Jahreszeit, die relativ niedrige Durchschnittstemperaturen aufweist. 
Im Januar beginnen die Temperaturen zu steigen und erreichen im April und Mai ihren Höhepunkt. Die trockene Jahreszeit dauert am längsten im Nordosten des Landes. Die meisten Gebiete Thailands erhalten ausreichend Niederschläge, doch ist der Nordosten durch den roten Laterit-Boden benachteiligt, der Wasser nur unzureichend speichern kann. Dies begrenzt die Möglichkeiten der Landwirtschaft bedeutend.

## Ressourcen und Landverbrauch
Die natürlichen Vorkommen beinhalten insbesondere:
- Blei
- Erdgas
- Fischfang
- Fluor
- Gips
- Gummi
- Lignit
- Tantal
- Teakholz
- Wolfram
- Zinn

Landverbrauch:
- Kulturfähiges Land: 34 %
- Felder: 6 %
- Wiesen: 2 %
- Waldland: 26 %
- Sonstiges: 32 %

Künstlich bewässertes Land: 44.000 km² (Stand 1993, geschätzt)

## Umweltprobleme
Naturkatastrophen: Überschwemmungen, Trockenheit (im Issan), Absenkungen von Land im Raum Bangkok infolge der Absenkung des Grundwasserspiegels

Umwelt: Luftverschmutzung durch Emission von Schadstoffen, Wasserverschmutzung durch Fabriken, Abbau der tropischen Regenwälder, Bodenerosion, Gefährdung von Tierarten durch illegale Jagd